# YETI vs CROMAGNON
『YETI vs CROMAGNON』（イエティ たい クロマニヨン）は、ザ・クロマニヨンズの7thアルバムである。2013年2月6日リリース。

## 概要
前作から1年1か月ぶりのアルバム。
初回生産限定盤はBlu-spec CD仕様となっており、スタジオライブ収録のDVDが付いている。
11thシングル「突撃ロック」、12thシングル「炎」を含む全12曲入りのアルバム。突撃ロックはシングルとは別テイク。
音源は全編モノラルでの収録となっている。

## 収録曲

### Disc 1: CD
| 全編曲: ザ・クロマニヨンズ。 | |            |       |
| #                            | タイトル                                                                                           | 作詞・作曲 | 時間  |
| 1.                           | 「突撃ロック」(11thシングル、テレビ東京系テレビアニメ『NARUTO -ナルト- 疾風伝』オープニングテーマ) | 甲本ヒロト | 2:26  |
| 2.                           | 「黄金時代」(関西テレビ「プロ野球2013」テーマ曲)                                                   | 真島昌利   | 3:37  |
| 3.                           | 「人間マッハ」(WOWOW「NBAバスケットボール」イメージソング)                                         | 甲本ヒロト | 2:58  |
| 4.                           | 「涙の俺1号」                                                                                      | 甲本ヒロト | 2:58  |
| 5.                           | 「チェリーとラバーソール」                                                                         | 甲本ヒロト | 3:15  |
| 6.                           | 「団地の子供」                                                                                     | 真島昌利   | 3:07  |
| 7.                           | 「ホッテンダー」                                                                                   | 真島昌利   | 2:33  |
| 8.                           | 「日本の夏ロックンロール」                                                                         | 真島昌利   | 1:58  |
| 9.                           | 「炎」(12thシングル)                                                                               | 甲本ヒロト | 2:39  |
| 10.                          | 「ヘッドバンガー」                                                                                 | 甲本ヒロト | 2:44  |
| 11.                          | 「南から来たジョニー」                                                                             | 真島昌利   | 4:47  |
| 12.                          | 「燃えあがる情熱」(TBS系テレビドラマ『イロドリヒムラ』主題歌)                                      | 真島昌利   | 4:21  |
| 合計時間:                    | 合計時間:                                                                                          | 合計時間:  | 37:23 |

### Disc 2: DVD
| #  | タイトル                                   | 作詞 | 作曲・編曲 |
| -- | ------------------------------------------ | ---- | ---------- |
| 1. | 「燃えあがる情熱」(スタジオライブ音源)     |      |            |
| 2. | 「南から来たジョニー」(スタジオライブ音源) |      |            |
| 3. | 「炎」(スタジオライブ音源)                 |      |            |

## 参加アーティスト
ザ・クロマニヨンズ
- 甲本ヒロト（ボーカル）
- 真島昌利（ギター）
- 小林勝（ベース）
- 桐田勝治（ドラムス）